# Хошьяр Кадын-эфенди
Хошья́р Кады́н-эфенди́ (тур. Hoşyar Kadın Efendi), также Хушья́р Кады́н-эфе́нди (тур. Huşyar Kadın Efendi; 1825, Зугдиди — 1849, Стамбул) — вторая или третья жена (кадын-эфенди) османского султана Абдул-Меджида I и мать его первенца Мевхибе-султан, скончавшейся в младенчестве.

## Биография
По данным мемуариста Харуна Ачбы, Хошьяр родилась в Зугдиди в 1825 году и была младшей дочерью грузинского князя Зураба Туския; имя матери неизвестно, как и неизвестно имя Хошьяр, данное ей при рождении. Помимо неё в семье было ещё двое детей: сын Ахмет-бей (181?—18??), проживавший в Стамбуле, и дочь Нобраххан-ханым (1822—1897), служившая третьей хазнедар (казначеем) в гареме Абдул-Меджида I. Предположительно, Хошьяр была приведена в гарем по приказу матери Абдул-Меджида I грузинки Безмиалем-султан незадолго до его восшествия на престол.
Как пишет Ачба, в 1839 году за четыре месяца до восшествия на престол Абдул-Меджид I и четырнадцатилетняя Хошьяр Кадын-эфенди заключили брак во дворце Топкапы. По мнению Ачбы, Хошьяр стала второй женой (кадын-эфенди) Абдул-Меджида I и первой, родившей ему ребёнка: через год после свадьбы, 8 мая 1840 года, на свет появилась дочь Хошьяр Мевхибе-султан. При этом турецкий историк Недждет Сакаоглу называет Хошьяр Кадын-эфенди третьей женой султана Абдул-Меджида I; второй женой он называет Тиримюжган Кадын-эфенди. Родив первенца султану, Хошьяр приобрела большое влияние при дворе, при этом она смогла поладить как с главной женой Абдул-Меджида I Серветсезой Башкадын-эфенди, так и с его любимой наложницей Хюснидженан-ханым, страдавшей психическим расстройством.
Дочь Хошьяр прожила около года и скончалась по разным данным 2 октября или 2 ноября 1841 года. После этого скорбного события след Хошьяр Кадын-эфенди теряется из гаремных документов. Ачба считает, что, весьма вероятно, она скончалась от туберкулёза в возрасте примерно 25 лет в 1849 году. Место захоронения Хошьяр Кадын-эфенди неизвестно.
Харун Ачба пишет, что она занималась благотворительностью: Хошьяр построила фонтан в деревне Сюльдж близ Михалича, Бурса, однако Недждет Сакаоглу указывает, что в этом случае Хошьяр Кадын-эфенди спутали с одноимённой женой Махмуда II. Сестра Хошьяр Кадын-эфенди Нобраххан-ханым была весьма любима и уважаема во дворце даже после смерти сестры и её супруга: в 1888 году по приказу султана Абдул-Хамида II для Нобраххан и её супруга был куплен особняк в Стамбуле, а также повышено жалование.